# Carlos Septus
Carlos Septus (16 giugno 1991) è un calciatore anglo-verginiano, di ruolo attaccante.

## Carriera

### Club
Ha iniziato la carriera nel Ballstars nel 2009.

### Nazionale
Ha esordito in Nazionale nel 2011.